# Choco-Story (Brujas)
Choco-Story, es un museo del chocolate en Brujas, Bélgica. Se encuentra en el edificio del siglo XVI "Huis de Crone" en Sint-Jansplein (en la intersección de Wijnzakstraat y Sint-Jansstraat) en el centro de Brujas. Este edificio fue originalmente el hogar de una taberna. Más tarde albergó a una panadería y, más recientemente, una tienda de muebles.
Choco-Story fue inaugurado por Eddy Van Belle y su hijo, Cédric. Los dos son también los propietarios de Belcolade, un negocio familiar de chocolate.
Los visitantes del museo pueden ver como se fabrica el chocolate.
Además, una sección del museo está dedicada a los beneficios para la salud del chocolate.